# 色川猛
色川猛（いろかわたけし）は、日本の俳優。銀座プロ、東京俳優生活協同組合に所属していた

## 出演作品

### テレビ
出典
- 落陽（1959年3月4日、日本テレビ）
- 善人物語第5回、最終回（1959年、毎日放送）
- 海底人8823（1960年、フジテレビ） - 第1部.ブラックスター団員 役、第2部.戸川警部 役
- ちょっと奥さま（1962年 - 72年、フジテレビ）
- 汚れた手、小さな手（1962年11月10日、NHK）
- 泣いてたまるか74話（1968年、TBS）

### 映画
- 吹雪と共に消えゆきぬ（1959年） - ボーイ 役